# Epilobium blinii
Epilobium blinii là một loài thực vật có hoa trong họ Anh thảo chiều. Loài này được H.Lév. mô tả khoa học đầu tiên năm 1909.